# Банди
Хокей с топка, други имена банди / бенди и руски хокей, е зимна спортна отборна игра на лед.
Играе се на ледено игрище с участието на 2 отбора по 11 души: 10 полеви играчи и един вратар във всеки. Всички играчи за придвижване използват кънки. Полевите играчи, използвайки стикове, се опитват да вкарат топката във вратата на съперника и да не позволят това да направи противниковият отбор. Вратарите не използват стикове. Продължителността на играта е 90 минути, разделени на 2 полувремена по 45 минути, а при неблагоприятни метеорологични условия, като ниска температура или силен снеговалеж, по решение на съдиите може играта да бъде 3 части по 30 минути. Победител е отборът, който за времето на играта успее да вкара повече голове.
Хокеят с топка е официално признат от Международния олимпийски комитет като зимен вид спорт, но не влиза в официалната програма на Зимните олимпийски игри.

## История
Първите споменавания за игри на леда на замръзнали водоеми, в които с помощта на стикове трябва да се уцели определена цел, се отнасят за епохата на Средновековието. В X – XI век се срещат първите споменавания за игри със стикове на лед в Киевска Рус. В руските летописи се разказва за развлечение на леда, в което няколко души с пръчки гонят някакъв кръгъл предмет, обикновено зеленчук.
Поклонник на хокея с топка е и Петър I, по времето на когото играчите започват да използват железни кънки, донесени от царя от Нидерландия. От IX век в исландските летописи се среща споменаване за „кнатлейкер“. На Британските острови се появяват цял ред състезания със стикове и топка – бенди при англичаните, бендо при валийците, шинти при шотландците и хърлинг при ирландците; през лятото игрите се играят на трева, а през зимата на лед. Подобни игри се появяват и в Нидерландия.
Хокеят с топка в съвременния му вид като спортна дисциплина се формира във Великобритания в първата половина на XIX век. През 1850 – 1870 г. някои английски футболни клубове („Шефилд Юнайтед“, „Нотингам Форест“ и др.) наред с футбола развиват и бенди. Постепенно възникват и отделни бенди клубове. През 1891 година във Великобритания се създава Националната бенди асоциация (първото подобно обединение в света), която разработва официалните правила на играта.
Венец на развитието на хокея с топка става проведеният в швейцарския Давос през 1913 година Шампионат на Европа по хокей с топка. Обаче започналата Първа световна война надълго спира развитието на този вид спорт.
В началото на двадесетте години на ХХ век останалите национални федерации или се разпускат (както през 1924 година в Дания), или приемат правилата на „канадския хокей“ (както през 1922 година в Унгария). Единствено в Скандинавия (Швеция, Норвегия, Финландия) и СССР бенди не престава да съществува. Към средата на XX век тези четири страни остават единствените, в които този вид спорт се развива и остава популярен. Обаче разликата в правилата на играта в СССР и скандинавските страни задържат популяризирането му в други страни.
През 1955 година със старанието на всички четири страни, правилата на хокея с топка се унифицират, след което през същата година се състои и първата международна среща по новите правила между отборите на СССР и Швеция. След създаването на Международната бенди федерация (IBF) от 1957 година се провеждат редовни световни първенства.

## Правила на играта

### Инвентар
Врата – изготвя се от дървени греди или обшити с дърво метални тръби. Вътрешните размери на вратата са 210 см на височина и 350 см на ширина. За устойчивост има странични и задни рамки. Освен мрежата в задната част на вратата, вътре в нея, на малко разстояние от голлинията се поставя допълнителна „гасяща“ мрежа, свободно падаща на леда. Вратите трябва да са подвижни.
Стик – използваните в хокея с топка стикове са с извит край. Дължината на стика не трябва да е по-голям от 125 см, а ширината на извитата част – не повече от 6,5 см. Тежестта на стика трябва да е до 450 грама.
Топка – използва се малка топка с диаметър 63 мм и тежест около 60 грама. Правилата изискват топката да бъде оцветена в ярък цвят (обикновено оранжев или червен).

### Поле
Полето е правоъгълна площадка с размер 90 – 110 метра на дължина и 50 – 70 метра на ширина, покрито с лед.
Линиите се нанасят с плътна червена линия. В ъглите на полето и в краищата на средната линия се поставят флагчета. Покрай страничните линии се поставят подвижни бордове с височина 12 – 18 см, горната част на които е защитена с гума или дунапрен.

### Състав на отборите
Всеки отбор се състои от 10 полеви играчи и 1 вратар. Смените не са ограничени, но трябва да стават само в зоната около централното флагче. Играчите на полето не може да са под 7 броя, и ако в такава ситуация се наказва играч, той изтърпява наказанието си след влизането в игра на наказан по-рано играч.
Вратарят е единственият играч, който не използва стик. Той има право да хваща топката с ръце и да играе с топката падайки или скачайки на леда. Екипът на вратаря трябва да се различава по цвят от екипа на полевите играчи.

### Продължителност на играта
Стандартната продължителност на играта в хокея с топка е 90 минути. Обикновено се играе в две полувремена по 45 минути с почивка от 20 минути, но при неблагоприятни условия с решение на главния съдия може да се играе в 3 части по 30 минути или в 4 части (2 по 25 и 2 по 20 минути).

### Игра
По време на играта полевите играчи използват стика за подаване, водене и спиране на топката. Стикът не може да се вдига над нивото на рамената. Полевите играчи не може да играят с ръце или глава. Също така е забранено да играят легнали, седейки или стоейки на колене. По топката не може да се удря, ако това е свързано с причиняване на травма на съперника.
Играчите нямат право да удрят или задържат съперника, да го бутат или спъват, както и да замерват съперника със стик или топка.
Забранени са и ударите по стика на съперника, неговото повдигане или притискането му към леда.
Гол е ситуацията, при която топката напълно е пресякла линията на вратата, като ударът е нанесен по правилата.
Както и във футбола има засада при игра зад защитниците. Така също се назначават и ъглови удари, свободни удари и дузпи.
В хокея с топка се използват наказания с отстраняване на провинилия се играч за определено време. Те се показват с вдигане на картони:
Отстраняване за пет минути (бял картон) за грубо нарушение на правилата, несвързано с непосредствен контакт със съперника.
Отстраняване за десет минути (син картон) за нарушение на правилата, свързано с контакт със съперника, и за неспортсменско поведение.
Отстраняване до края на мача (червен картон) за особено груби нарушения, а също така за повторни нарушения.